# Шамбрен, Шарль де (дипломат)
Шарль де Шамбрен (фр. Charles de Chambrun; 10 февраля 1875, Вашингтон, США — 6 ноября 1952, Париж) — французский писатель

 и дипломат. Член Французской академии (с 1946, кресло 19).

## Биография
Родился в аристократической семье. Сын юрисконсульта посольства Франции в США. Дипломат. Работал атташе посольства в Ватикане, Берлине и Вашингтоне. Затем два года — в Министерства иностранных дел Франции.
С 1914 года служил первым секретарём посольства Франции в Санкт-Петербурге, затем — в Афинах (1924) и Вене (1926).
В 1928—1933 годах представлял Францию в Анкаре, в 1933—1935 годах — посол в Италии.
4 апреля 1946 года был избран в Французскую академию.
Писатель. Автор воспоминаний о работе в дипломатических учреждениях Франции в ряде стран («Петербург-Петроград (1914—1918)», «Ататюрк и новая Турция», «Дух дипломатии, традиции и воспоминания» и др).

## Избранные произведения
- La vie amoureuse de la Grande Catherine coll. " Leurs amours " (1927)
- Les Errants de la Gloire (1933)
- La reine Christine de Suède (1934)
- Atatürk et la Turquie nouvelle (1939)
- Le Roi de Rome (1941)
- Lettres à Marie, Pétersbourg-Pétrograd, 1914—1918 (1941)
- À l'école d’un diplomate : Vergennes (1944)
- L’Esprit de la diplomatie (1944)
- Traditions et souvenirs (1952)

## Награды
- Великий офицер ордена Почётного легиона.